# Polycyrtus trilineatus
Polycyrtus trilineatus là một loài tò vò trong họ Ichneumonidae.